# Ishihara Satomi
Ishigami Kuniko (石神 国子 (Thạch Thần Quốc Tử) sinh 24 tháng 12, 1986), được biết đến với nghệ danh Ishihara Satomi (石原 さとみ), là một nữ diễn viên Nhật Bản xuất thân từ Tokyo. Có chiều cao khiêm tốn 1,57 m nhưng cô luôn được xem như biểu tượng sắc đẹp của Nhật Bản.

## Tiểu sử
Ishihara Satomi sinh ngày 24 tháng 12 năm 1986 tại Tokyo. Cô thuộc nhóm máu A, và chiều cao của cô là 157 cm.
Satomi bắt đầu sự nghiệp diễn xuất của mình vào năm 2003 khi mới 17 tuổi. Cô đã dành thời gian cân bằng giữa đóng phim truyền hình dài tập và phim điện ảnh. Trong quá trình đó, cô đã giành được một số giải thưởng như Nữ diễn viên chính xuất sắc nhất tại cả Giải thưởng Viện Hàn lâm Nhật Bản lần thứ 27 và Giải thưởng Blue Ribbon lần thứ 46 cho phim Ông tôi.
Công ty chủ quản của cô là Horipro.
Cô đã được bổ nhiệm làm một trong những đại sứ rước đuốc Thế vận hội Tokyo 2020.
Cô được mệnh danh là Kim Tae Hee nước Nhật, đồng thời là một trong những biểu tượng nhan sắc hàng đầu đất nước hoa anh đào. Cô là ngôi sao hiếm hoi ở showbiz Nhật Bản không chụp hình gợi cảm quá mức hay phát hành sách ảnh bikini. Cô chia sẻ bí quyết giúp bản thân ăn ít đi chính là nhờ thói quen nhai kỹ 30 lần trước khi nuốt. Đây là hành động giúp Satomi tự nhắc nhở bản thân và giảm bớt tốc độ ăn uống của mình.
Vào ngày 10 tháng 1 năm 2022, Ishihara thông báo thông qua công ty quản lý rằng cô đang mang thai và dự kiến sẽ sinh vào khoảng mùa xuân. Vào ngày 23 tháng 4, cô sinh đứa con đầu lòng.

## Sự nghiệp điện ảnh

### Phim truyền hình
| Tên phim | Nhân vật                               | Vai trò       | Thời điểm                                             | Kênh phát sóng | Nguồn         |
| --- | -------------------------------------- | ------------- | ----------------------------------------------------- | -------------- | ------------- |
| Mado o Aketara (窓を開けたら)                                                                                             | Yamamoto Usagi                         | Vai chính     | 25 tháng 3, 2003                                      | NHK            | [ 12 ]        |
| Tramps Like Us | Shibusawa Rumi                         | Vai phụ       | 16 tháng 4, 2003 – 18 tháng 6, 2003                   | TBS            | [ 13 ] [ 14 ] |
| Teru Teru Kazoku | Fuyuko                                 | Vai phụ       | 29 tháng 9, 2003 – 27 tháng 3, 2004                   | NHK            | [ 15 ]        |
| Tengoku e no Oenka Cheers: CheerVai chính ni Kaketa Seishun (天国への応援歌 チアーズ～チアリーディングに懸けた青春～)     | Morita Mikiko                          | Vai chính     | 3 tháng 4, 2004                                       | NTV            | [ 16 ]        |
| Be-Bop High School | Izumi Kyōko                            | Vai chính     | 16 tháng 6, 2004                                      | TBS            | [ 17 ]        |
| Water Boys 2 | Yazawa Shiori                          | Vai phụ       | 6 tháng 7, 2004 – 21 tháng 9, 2004                    | Fuji TV        | [ 18 ]        |
| Yoshitsune | Shizuka                                | Vai phụ       | 9 tháng 1, 2005 – 11 tháng 12, 2005                   | NHK            | [ 19 ] [ 20 ] |
| H2: Kimi to Ita Hibi | Koga Haruka                            | Vai chính     | 13 tháng 1, 2005 – 24 tháng 3, 2005                   | TBS            | [ 21 ]        |
| Akai Giwaku | Oshima Yukiko                          | Vai chính     | 15–29 tháng 6, 2005                                   | TBS            | [ 22 ]        |
| Kaidan Special "Chigiri" (怪談スペシャル 契り)                                                                            | Yui                                    | –             | 2 tháng 8, 2005                                       | Fuji TV        | [ 23 ]        |
| Be-Bop High School 2 (ビー･バップ･ハイスクール2)                                                                          | Izumi Kyōko                            | Vai chính     | 17 tháng 8, 2005                                      | TBS            | [ 24 ]        |
| Climber's High (クライマーズ・ハイ)                                                                                       | Mochizuki Ayako                        | Vai phụ       | 10–17 tháng 12, 2005                                  | NHK            | [ 25 ]        |
| Nurse Aoi | Misora Aoi                             | Vai chính     | 10 tháng 1, 2006 – 21 tháng 3, 2006                   | Fuji TV        | [ 26 ] [ 27 ] |
| Te no Ue no Shabondama (手の上のシャボン玉)                                                                               | Sakuraba Risa                          | Vai phụ       | 5 tháng 9, 2006                                       | NTV            | [ 28 ]        |
| Nurse Aoi Special "Sakurakawa Byōin Saiaku no Hi"                                                                         | Misora Aoi                             | Vai chính     | 26 tháng 9, 2006                                      | Fuji TV        | [ 29 ]        |
| Hyōten 2006 (氷点) | Tsujiguchi Yōko                        | Vai chính     | 25 tháng 11, 2006 – 26 tháng 11, 2006                 | TV Asahi       | [ 30 ]        |
| Tsubasa no Oreta Tenshitachi 2007 (翼の折れた天使たち)                                                                    | Yoshimura Yuri                         | Vai chính     | 26 tháng 2, 2007 – 1 tháng 3, 2007                    | Fuji TV        | [ 31 ]        |
| Hanayome to Papa | Uzaki Aiko                             | Vai chính     | 10 tháng 4, 2007 – 26 tháng 6, 2007                   | Fuji TV        | [ 32 ]        |
| Yonimo Kimyōna Monogatari: Aki no Tokubetsu Hen "Mirai Dōsōkai" (世にも奇妙な物語 秋の特別編「未来同窓会」)               | Matsui Haruka                          | Vai chính     | 2 tháng 12, 2007                                      | Fuji TV        | [ 33 ]        |
| Koi no Karasawagi: Love Stories IV "Koe ga Furueru Onna" (恋のから騒ぎドラマスペシャル～Love StoriesIV～『声が震える女』) | Hikoda Mutsumi                         | Vai chính     | 30 tháng 11, 2007                                     | NTV            | [ 34 ]        |
| Maru Maru Chibi Maruko-chan Episode 26 (まるまるちびまる子ちゃん 第26回)                                                  | Ping-Pong-Pang's Lady(Dubbing)         | Vai phụ       | 6 tháng 12, 2007                                      | Fuji TV        | [ 35 ]        |
| Rokumeikan (鹿鳴館) | Daitokuji Akiko                        | Vai phụ       | 5 tháng 1, 2008                                       | TV Asahi       | [ 36 ]        |
| Puzzle (パズル) | Ayukawa Misako                         | Vai chính     | ngày 18 tháng 4 năm 2008 – ngày 20 tháng 6 năm 2008   | TV Asahi       | [ 37 ]        |
| Walkin' Butterfly (ウォーキン・バタフライ)                                                                                | Hayase Yukari                          | Vai khách mời | ngày 11 tháng 7 năm 2008 – ngày 26 tháng 9 năm 2008   | TV Tokyo       | [ 38 ]        |
| Nagaiki Kyōsō! (長生き競争!)                                                                                              | Yamada Eri                             | Vai chính     | ngày 26 tháng 12 năm 2008                             | Fuji TV        | [ 39 ]        |
| Voice: Inochi Naki Mono no Koe (ヴォイス～命なき者の声～)                                                                 | Kuboaki Kanako                         | Vai phụ       | ngày 12 tháng 1 năm 2009 – ngày 23 tháng 3 năm 2009   | Fuji TV        | [ 40 ]        |
| Kochira Katsushika-ku Kameari Kōen-mae Hashutsujo                                                                         | Moeko (45 years trước)                 | Vai khách mời | ngày 8 tháng 8 năm 2009                               | TBS            | [ 41 ]        |
| Hidarime Tantei Eye (左目探偵EYE)                                                                                         | Sayama Hitomi                          | Vai chính     | ngày 3 tháng 10 năm 2009                              | NTV            | [ 42 ]        |
| Hadaka no Taishō Hinokuni Kumamoto Hen: Onna Gokoro ga Funka Surunode (裸の大将 火の国・熊本篇〜女心が噴火するので〜)     | Shimojō Tami                           | Vai phụ       | ngày 24 tháng 10 năm 2009                             | Fuji TV        | [ 43 ]        |
| Tsubakiyama Kachō no Nanokakan (椿山課長の七日間)                                                                         | Kazuyama Tsubaki                       | –             | ngày 19 tháng 12 năm 2009                             | TV Asahi       | [ 44 ]        |
| Hidarime Tantei Eye (左目探偵EYE)                                                                                         | Sayama Hitomi                          | Vai chính     | ngày 23 tháng 1 năm 2010 – ngày 13 tháng 3 năm 2010   | NTV            | [ 45 ]        |
| Daibutsu Kaigan (大仏開眼)                                                                                                | Nội Thân vương Abe (Thiên hoàng Kōken) | Vai phụ       | April 3–10, 2010                                      | NHK            | [ 46 ]        |
| Toubō Bengoshi (逃亡弁護士)                                                                                               | Ninomiya Emi                           | Vai phụ       | ngày 6 tháng 7 năm 2010 – ngày 14 tháng 9 năm 2010    | Fuji TV        | [ 47 ]        |
| Reinouryokusha Odagiri Kyōko no Uso (霊能力者 小田霧響子の嘘)                                                             | Odagiri Kyōko                          | Vai chính     | ngày 10 tháng 10 năm 2010 – ngày 5 tháng 12 năm 2010  | TV Asahi       | [ 48 ]        |
| Saka no Ue no Kumo (坂の上の雲)                                                                                           | Akiyama Sueko                          | Vai phụ       | ngày 29 tháng 11 năm 2009 – ngày 25 tháng 12 năm 2011 | NHK            | [ 49 ]        |
| Bull Doctor (ブルドクター)                                                                                                | Kamatsuda Chika                        | Vai phụ       | ngày 6 tháng 7 năm 2011 – ngày 14 tháng 9 năm 2011    | NTV            | [ 50 ]        |
| Shimei to Tamashii no Limit (使命と魂のリミット)                                                                          | Himuro Yuki                            | Vai chính     | November 5–12, 2011                                   | NHK            | [ 51 ]        |
| Dakatsu no Gotoku (蛇蝎のごとく)                                                                                          | Furuda Shioko                          | Vai phụ       | ngày 14 tháng 3 năm 2012                              | TV Tokyo       | [ 52 ]        |
| Rich Man, Poor Woman (リッチマン、プアウーマン)                                                                           | Natsui Makoto                          | Vai chính     | ngày 9 tháng 7 năm 2012 – ngày 17 tháng 9 năm 2012    | Fuji TV        | [ 53 ]        |
| Lucky Seven Special | Kurihara Mizuki                        | Vai phụ       | ngày 3 tháng 1 năm 2013                               | Fuji TV        | [ 54 ]        |
| Rich Man, Poor Woman in New York (リッチマン、プアウーマン in ニューヨーク)                                               | Natsui Makoto                          | Vai chính     | ngày 1 tháng 4 năm 2013                               | Fuji TV        | [ 55 ]        |
| Yonimo Kimyōna Monogatari: 2013 Aki no Tokubetsu Hen "Karikon" (世にも奇妙な物語 '13秋の特別編「仮婚」)                   | Morita Narumi                          | Vai chính     | ngày 12 tháng 10 năm 2013                             | Fuji TV        | [ 56 ]        |
| Koi (恋) | Yano Fumiko                            | Vai chính     | ngày 16 tháng 12 năm 2013                             | TBS            | [ 57 ]        |
| Shinshun Drama Special "Shinmaisha" Kaga Kyōichirō "Nemuri no Mori" (新春ドラマスペシャル「新参者 加賀恭一郎 眠りの森」)  | Asaoka Mio                             | Vai phụ       | ngày 2 tháng 1 năm 2014                               | TBS            | [ 58 ]        |
| Shitsuren Chocolatier (失恋ショコラティエ)                                                                                | Takahashi Saeko                        | Vai chính     | ngày 13 tháng 1 năm 2014 – ngày 24 tháng 3 năm 2014   | Fuji TV        | [ 59 ]        |
| Honto ni Atta Kowai Hanashi 15 Shūnen Special: "S Douzan no Onna" (ほんとにあった怖い話15周年スペシャル「S銅山の女」)     | Yamabe Natsumi                         | Vai chính     | ngày 16 tháng 8 năm 2014                              | Fuji TV        | [ 60 ]        |
| Dear Sister (ディア・シスター)                                                                                            | Fukazawa Misaki                        | Vai chính     | ngày 16 tháng 10 năm 2014 – ngày 18 tháng 12 năm 2014 | Fuji TV        | [ 61 ]        |
| 5-ji Kara 9-ji Made: Watashi ni Koi Shita Obōsan (5→9〜私に恋したお坊さん〜)                                              | Sakuraba Junko                         | Vai chính     | ngày 12 tháng 10 năm 2015 – ngày 14 tháng 12 năm 2015 | Fuji TV        | [ 62 ]        |
| Jimi ni Sugoi! Kōetsu Girl: Kouno Etsuko (地味にスゴイ! 校閲ガール・河野悦子)                                             | Kouno Etsuko                           | Vai chính     | ngày 5 tháng 10 năm 2016 – ngày 7 tháng 12 năm 2016   | NTV            | [ 63 ]        |
| Unnatural (アンナチュラル)                                                                                                | Misumi Mikoto                          | Vai chính     | ngày 12 tháng 1 năm 2018 – ngày 16 tháng 3 năm 2018   | TBS            | [ 64 ]        |
| Takane No Hana (高嶺の花)                                                                                                 | Tsukishima Momo                        | Vai chính     | ngày 11 tháng 7 năm 2018 - September 2018             | NTV            | [ 65 ]        |
| Unsung Cinderella: Byoin Yakuzaishi no Shohosen (アンサング・シンデレラ 病院薬剤師の処方箋)                               | Aoi Midori                             | Vai chính     | ngày 16 tháng 7 năm 2020 - ngày 24 tháng 9 năm 2020   | Fuji TV        | [ 66 ]        |

### Phim điện ảnh
| Tên phim                                               | Nhân vật                      | Vai trò            | Thời điểm                 | Nguồn  |
| ------------------------------------------------------ | ----------------------------- | ------------------ | ------------------------- | ------ |
| My Grandpa                                             | Godai Tamako                  |                    | ngày 5 tháng 4 năm 2003   | [ 67 ] |
| Jam Films S Suberidai                                  | –                             | –                  | ngày 15 tháng 1 năm 2005  | [ 68 ] |
| One Year in the North                                  | Komatsubara Tae               |                    | ngày 15 tháng 1 năm 2005  | [ 69 ] |
| Hōtai Club                                             | Kiba Emiko (Wara)             |                    | ngày 15 tháng 9 năm 2007  | [ 70 ] |
| Ginmakuban Sushi Ōji: New York e Iku                   | Burusu Lily (Gal Shishō)      | Cameo              | ngày 19 tháng 4 năm 2008  | [ 71 ] |
| Flying Rabbits                                         | Hayase Yukari                 | Vai chính          | ngày 13 tháng 9 năm 2008  | [ 72 ] |
| No Longer Human ("Ningen Shikkaku")                    | Yoshiko (Ōba's wife)          |                    | ngày 20 tháng 2 năm 2010  | [ 73 ] |
| Zatoichi: The Last                                     | Tane (Ichi's wife)            |                    | ngày 29 tháng 5 năm 2010  | [ 74 ] |
| The Incite Mill                                        | Sekimizu Miya                 |                    | ngày 16 tháng 10 năm 2010 | [ 75 ] |
| Manzai Gang                                            | Miyazaki Yumiko               |                    | ngày 19 tháng 3 năm 2011  | [ 76 ] |
| Gekkō no Kamen                                         | Yayoi                         |                    | ngày 14 tháng 1 năm 2012  | [ 77 ] |
| Sadako 3D                                              | Ayukawa Akane                 | Vai chính          | ngày 12 tháng 5 năm 2012  | [ 78 ] |
| Bungō: Sasayakana Yokubou "Mitsumerareru Shukujotachi" | Fujiko                        |                    | ngày 29 tháng 9 năm 2012  | [ 79 ] |
| Karasu no Oyayubi                                      | Kawai Yahiro                  |                    | ngày 23 tháng 11 năm 2012 | [ 80 ] |
| Sadako 3D 2                                            | Ayukawa Akane/Yamamura Sadako | Special appearance | ngày 30 tháng 8 năm 2013  | [ 81 ] |
| Monsterz                                               | Kumoi Kanae                   |                    | ngày 30 tháng 5 năm 2014  | [ 82 ] |
| Bakumatsu Kōkousei                                     | Kawabe Mikako                 | Vai chính          | ngày 26 tháng 7 năm 2014  | [ 83 ] |
| Kaze ni Tatsu Lion                                     | Kusano Wakako                 |                    | ngày 14 tháng 3 năm 2015  | [ 84 ] |
| Attack on Titan                                        | Hans                          |                    | ngày 1 tháng 8 năm 2015   | [ 86 ] |
| Shin Godzilla                                          | Kayoko Ann Patterson          |                    | ngày 29 tháng 7 năm 2016  | [ 87 ] |
| Mumon: The Land of Stealth                             | Okuni                         |                    | 2017                      | [ 88 ] |
| The 47 Ronin in Debt                                   | Yōzen-in                      |                    | 2019                      | [ 89 ] |

### Phát thanh truyền hình
- Satomi Say To Me (Chủ nhật hàng tuần, 9:30 tối, Nippon Hoso)

## Giải thưởng và đề cử
- 2010 - Vogue Nippon Women of the Year 2010 [90]
- 2011 - Giải thưởng Chân đẹp Clarino lần thứ 9 năm 2011 [91]
- 2012 - Hiệp hội trang trọng chính thức Nhật Bản 2012 [92]
- 2013 - Top 100 gương mặt đẹp của TC Candler Hoa Kỳ - Hạng 32 [93]
- 2014 - Giải thưởng Đôi mắt đẹp nhất Nhật Bản lần thứ 27 (hạng mục Nghệ thuật) [94]
- 2014 - Top 100 gương mặt đẹp của TC Candler Hoa Kỳ - Thứ hạng 25 [95]
- 2014 - Yahoo! Giải thưởng Tìm kiếm Nhật Bản 2014 - Người được tìm kiếm nhiều nhất cho hạng mục nữ diễn viên [96]
- 2015 - Top 100 gương mặt đẹp của TC Candler Hoa Kỳ - Thứ hạng 19
- 2016 - Top 100 gương mặt đẹp của TC Candler Hoa Kỳ - Hạng 6
- 2017 - Top 100 gương mặt đẹp của TC Candler Hoa Kỳ - Thứ 34

| Năm  | Tổ chức                                           | Giải thưởng                | Phim tranh cử                                        | Kết quả   |
| ---- | ------------------------------------------------- | -------------------------- | ---------------------------------------------------- | --------- |
| 2003 | Giải thưởng điện ảnh Hochi lần thứ 28             | Best Newcomer              | Ông của tôi                                          | Đoạt giải |
| 2003 | Giải thưởng phim thể thao Nikkan lần thứ 16       | Tân binh của năm           | Ông của tôi                                          | Đoạt giải |
| 2003 | Giải thưởng Blue Ribbon lần thứ 46                | Best Newcomer              | Ông của tôi                                          | Đoạt giải |
| 2003 | Giải thưởng phê bình phim Nhật Bản lần thứ 13     | Best Newcomer              | Ông của tôi                                          | Đoạt giải |
| 2003 | Giải thưởng Học viện Nhật Bản lần thứ 27          | Giải thưởng cho người mới  | Ông của tôi                                          | Đoạt giải |
| 2003 | Giải thưởng Mũi tên vàng lần thứ 41               | Giải triển vọng            | Teru Teru Kazoku                                     | Đoạt giải |
| 2004 | Liên hoan phim Yokohama lần thứ 25                | Tài năng mới xuất sắc nhất | Ông của tôi                                          | Đoạt giải |
| 2005 | Giải thưởng Élan d'Or lần thứ 29                  | Người mới của năm          | Water Boys 2                                         | Đoạt giải |
| 2006 | Giải thưởng Học viện Nhật Bản lần thứ 29          | Nữ phụ xuất sắc nhất       | Kita no Zeronen                                      | Đề cử     |
| 2014 | Liên hoan phim truyền hình quốc tế tại Tokyo 2014 | Nữ phụ xuất sắc nhất       | Shitsuren Chocolatier                                | Đoạt giải |
| 2016 | Giải thưởng hàn lâm phim truyền hình lần thứ 87   | Nữ diễn viên tốt nhất      | 5-ji Kara 9-ji Sản xuất: Watashi ni Koi Shita Obōsan | Đoạt giải |
| 2018 | Liên hoan phim truyền hình quốc tế ở Tokyo 2018   | Nữ diễn viên tốt nhất      | Không tự nhiên                                       | Đoạt giải |